# Stalwarts
Los Stalwarts fueron una facción del Partido Republicano que existió brevemente en los Estados Unidos durante y después de que Reconstrucción y la Edad Dorada entre las décadas de 1870 y 1880. Liderado por el senador estadounidense Roscoe Conkling —también conocido como "Lord Roscoe"—, los Stalwarts era a veces llamados Conklingites. Otros notables Stalwarts fueron Chester A. Arthur y Thomas C. Platt, quienes apoyaban al decimoctavo presidente de los Estados Unidos, Ulysses S. Grant (1869–1877), el cual estuvo en la boleta para un tercer plazo. Eran los "Republicanos" tradicionales  quienes se opusieron a la reforma de servicio civil de Rutherford B. Hayes. Sus rivales eran los "Half-Breeds", con quienes se disputaron el control del Partido Republicano. El asunto más prominente entre los Stalwarts y Half-Breeds era el spoils system. Los Half-Breeds trabajaron para conseguir la reforma de servicio civil, y finalmente crearon la Ley de Reforma del Servicio Civil de Pendleton, firmada por Chester A. Arthur, que se convirtió en presidente tras el asesinato de James A. Garfield. Los Stalwarts favorecieron la máquina política tradicional.

## Características
Los Stalwarts era mayoritariamente identificables a través de su apoyo a la presidencia y reelección de Ulysses S. Grant. La Convención Nacional Republicana de 1880 fue el evento donde el grupo participó más prominentemente. De los Stalwarts presentes, la mayoría eran de los Estados Confederados, con otros siendo de Nueva York, Illinois, y Pensilvania, casa de algunos prominentes dirigentes republicanos. Junto con ser mayoritariamente sureños, los Stalwarts fueron perfilados como más urbanos y menos educados que los demás republicanos, colocándoles demográficamente más cercanos a los Demócratas. Por ello compitieron con los Demócratas por los mismos votantes. Eran por tanto más cautelosos en la política que los demás republicanos, prefiriendo evitar las políticas controvertidas populares con otros republicanos, como subir los aranceles. Esta cautela llevó a los Stalwarts para apoyar la nominación de Grant, un expresidente popular, en la Convención Nacional Republicana de 1880.

## Convención Nacional Republicana de 1880
Durante la Convención Nacional Republicana de 1880, los Half-Breeds defendieron la candidatura de James G. Blaine, senador de Maine para presidente. Los Stalwarts, en un intento para conservar el poder dentro de su mismo partido a pesar de su pérdida de poder debido al aumento en popularidad del Partido Demócrata, tercamente apoyaron la nominación de Ulysses S. Grant, quién, si era elegido, serviría su tercer término. Se generó un punto muerto entre Half-Breeds y  Stalwarts, así que un compromisó fue arraigado por los Half-Breeds y seguidores de John Sherman para nominar James A. Garfield como presidente, con Chester A. Arthur, un exrecolector del puerto de Nueva York, como su vicepresidente, para satisfacer a los Stalwarts y así asegurar su apoyo en la elección general.

## Declive
Después de la victoria republicana en noviembre de 1880, el presidente Garfield y Conkling lucharon amargamente y públicamente contra el spoils system en el estado de Nueva York. Garfield, con la ayuda y consejo de Blaine, ganó la batalla, y Conkling y Platt renunciaron al senado, convencidos de que serían fácilmente reelegidos por la legislatura de Nueva York. Sin embargo, Garfield fue disparado por un autoproclamado "Stalwart de Stalwarts", Charles J. Guiteau, el 2 de julio de 1881, y Arthur se convirtió en presidente de los Estados Unidos a la muerte de Garfield el 19 de septiembre de 1881. El impacto del asesinato rompió el poder tanto de Conkling como el de los demás Stalwarts, y el anterior protegido de Conkling, Arthur, ayudó para crear reformas de servicio civil en su término, en parte porque sentía que tenía que continuar y terminar el trabajo de Garfield.